# الفلك (سفينة نقل برمائي)
الفُلك (L141) هي سفينة نقل برمائية تابعة للبحرية الأميرية القطرية. 

## التصميم
تم بناء السفينة من قبل شركة فينكانتييري الإيطالية كنسخة مكبرة ومحسنة من فئة سان جورجيو المشابهة للسفينة الجزائرية قلعة بني عباس. يبلغ طول السفينة 143 متر (469 قدم) وعرضها 21.5 متر (71 قدم). 
تمتلك الفلك سطح طيران متصل به مهبطي للهليكوبتر واحد في القيدوم والآخر في المؤخرة. وإلى جانب دورها كرصيف نقل برمائي، تم تكليف الفلك أيضًا بالدفاع ضد الصواريخ الباليستية.

## البناء والمهام
تم طلب الفلك في عام 2016، على أن يتم وضع عارضتها في عام 2021. تم إطلاقها في 24 يناير 2023.